# Cellach mac Dúnchada
Cellach mac Dúnchada (m. 776) fue un Rey de Leinster de la casa Uí Dúnchada de los Uí Dúnlainge de Laigin. Fue hijo de Dúnchad mac Murchado (m. 728), y Taileflaith. Esta familia tenía su sede real en Líamhain (Lyons Hill, en la frontera entre Dublín y Kildare). Gobernó de 760 a 776.
Durante su reinado la dinastía meridional de Uí Cheinnselaig estuvo implicada en una guerra con los Osraige en 761 y guerras civiles en 769–770. La primera mención de Cellach en los anales implica la Batalla de Áth Orco (Condado Offaly) en 770. En esta batalla Cellach derrotó a Cináed mac Flainn de Uí Failge y Cathnio mac Bécce de Fothairt, que resultó muerto.
Leinster había sufrido una gran derrota a manos del rey supremo Áed Allán de Cenél nEógain en la Batalla de Áth Senaig (Ballyshannon, Co. Kildare) En 738, a lo que siguió un periodo de paz bajo los reyes Domnall Midi (m. 763) del Clann Cholmáin y Niall Frossach (m. 778) de Cenél nEógain. En 770, no obstante, el nuevo rey supremo Donnchad Midi (m. 797) de Clann Cholmáin afirmó su suzeranía sobre Leinster. Donnchad invadió con el ejército de Ui Neill pero los Laigin le eludieron. Donnchad permaneció durante siete días en las cercanías del antiguo fuerte de Ráith Ailenn (en Kildare) y devastó el país con fuego hasta que los hombres de Leinster se sometieron.
Aquel año mismo de 770 las dos ramas de la dinastía de Síl nÁedo Sláine atacaron las fronteras de Leinster. Los Uí Chonaing derrotaron a los Uí Théig en la Batalla de Áth Cliath en Cualu (sur del condado de Dublín) masacrando a los Laigin pero muchos de los vencedores se ahogaron durante la pleamar en su viaje de regreso. Los de Uí Chernaig fueron derrotados en la Batalla de Bolg Bóinne.
El hijo de Cellach, Fínsnechta Cethardec mac Cellaig (m. 808), fue también Rey de Leinster. Sus hijos Fáelán (m. 804) y Áed (m. 829) fueron abades de Kildare y su hija Muirenn (m. 831) abadesa de Kildare.